# Abie Kujabi
Abie Kujabi (auch Abi Kujabi, geb. 17. Mai 1990) ist eine gambische Beachvolleyballspielerin.

## Karriere
Von der Gründung eines gambischen Nationalteams im Beachvolleyball im Jahr 2011 an war Kujabi Nationalspielerin. Sie spielte zunächst für Brikama, ab etwa 2014 für die Gambia Armed Forces.
Kujabi gewann gemeinsam mit Saffie Sawaneh (Gambia Armed Forces) zwei Mal in Folge die gambische Meisterschaft im Beachvolleyball (2014, 2017). 2018/19 unterlagen Kujabi und ihre Teampartnerin Nyima Demba im Februar 2019 im Finale Fatoumatta M. Ceesay und Mariama Ginadou (Interior).
Beim CAVB Beach Volleyball Continental Cup 2014–2016 kam Kujabi mit dem gambischen Team aus Aminata Gaye, Fatoumatta Ceesay und Sainabou Tambedou bis in die dritte Runde (Finalrunde) des 4x4-Turniers. In Abuja (Nigeria) verlor das Team im April 2016 vier von fünf Spielen und schied aus. Damit war eine Siegesserie von fünfzehn gewonnenen Spielen in Folge zu Ende.
Im März 2017 gewann das Team Sawaneh/Kujabi die erste Qualifikationsrunde für die Afrikaspiele 2019 in Banjul.
Im September 2018 fiel Kujabi verletzungsbedingt aus, so dass für sie Fatoumatta Sillah an der Seite von Tambedou bei einem Turnier in Banjul antrat.
Im April 2019 traten Kujabie und Ceesay beim African Nations Cup Beach Volleyball Championship in Abuja (Nigeria) an und wurden Zehnte. Bei den African Beach Games 2019 im Juni schieden die beiden im Viertelfinale aus. Bei den Afrikaspielen 2019 im August wurden sie Zehnte. Bei den World Beach Games 2019 im Oktober belegte das Team von Kujabi, Ceesay, Gaye, Tambedou, Anna Marie Bojang und Mariama Ginadou Platz fünf beim 4x4-Beachvolleyball.
Im Januar 2020 scheiterten Ceesay und Kujabi bei der Qualifikation für die Olympischen Spiele 2020 in Tokio.